# Het volgende verhaal
Het volgende verhaal is het boekenweekgeschenk van 1991, geschreven door Cees Nooteboom. Het kwam uit in maart 1991, op de eerste dag van de Boekenweek, die in 1991 als motto hanteerde "Schrijvers op reis". De auteur pakt het thema volledig op. De ontvangst in Nederland was lauw, die in Duitsland sensationeel. De auteur werd na dit boek beter verkocht in Duitsland dan in zijn thuisland. Het boek werd bekroond met de Europese Aristeionprijs 1993. 

## Samenvatting
Herman Mussert is 64 jaar als hij 's ochtends wakker wordt in een bekende kamer van een hotel in Lissabon. Zijn probleem is echter dat hij de avond ervoor naar bed is gegaan in zijn eigen Amsterdamse grachtenpand en zich niet kan herinneren hoe hij deze keer in Lissabon is beland. Hij is dus wakker geworden in een kamer waar hij niet is ingeslapen. Hij besluit dat hij ergens zweeft tussen leven, droom en dood. Omdat dood staat voor het niets, besluit hij dat hij droomt. Want binnen een droom klopt altijd de interne logica. Zo ook deze keer. Zijn portefeuille bevat escudo's en het hotelpersoneel geeft blijk hem als gast te kennen. Een foto in de krant van de avond ervoor, genomen door een Voyager-fotoverkenner, had hem danig van slag gebracht.
Hij overdenkt de vorige keer, ruim 20 jaar eerder, in dezelfde kamer, toen zijn roodharige collega Maria Zeinstra hem daar opzocht. Herman was toen nog docent klassieke talen aan het gymnasium. Maria doceerde daar biologie en haar partner Arend Herfst was leraar Nederlands en coach van het scholierenkorfbalteam. Ster van de school was leerlinge Lisa d'India, met Italiaanse wortels. Dit viertal vormde een liefdesvierhoek. Lisa liet duidelijk doorschemeren aan Herman dat ze bewust Arend het hoofd op hol bracht, zodat biologielerares Maria uit wraak met Herman de liefde zal gaan bedrijven. Bij een bezoek van Maria aan de klas van Herman vindt zij een brief van Lisa aan Herman en in haar jaloezie beveelt ze Herman te kiezen. Hij verscheurt op bevel de stiekem buitgemaakte brief. De relaties eindigen als Arend halfdronken in de docentenkamer Herman half in elkaar slaat en zich met Lisa vervolgens te pletter rijdt tegen een vrachtwagen. Lisa is dood en Arend heeft slechts twee gebroken benen. De mannelijke hoofdrolspelers worden ontslagen. Maria en Arend emigreren als het echtpaar Autumn naar Amerika. Herman gaat de komende decennia succesvolle duffe reisverhalen schrijven onder de noemer van Strabo's reisgidsen.
In de lesstof van Herman namen de Metamorfosen een belangrijke plaats in. Maar ook biologielerares Maria weet er wel weg mee middels dodenkever en maden. Herman wordt algemeen Socrates genoemd, zonder baard maar met bril. Zelf vindt hij dat wel een mooie titel, want hij worstelt enorm met zijn eigen naam Mussert en het probleem van de onsterfelijkheid van de ziel volgens Plato. Hij besluit dat zijn onterechte ontslag zijn eigen gifbeker is. En daar waar Sokrates zich geen leven buiten Athene kon voorstellen, zwerft hij voor Strabo's reisgidsen over de aardbol.
Herman besluit zijn droom te vervolgen. Hij neemt in Torre de Belém, Portugal, een schip dat vaart naar de stad Belém, aan de monding van de Amazonerivier in Brazilië. Onderweg hebben de passagiers een voor een elkaar hun levensverhaal verteld. Herman blijft als laatste over. Hij vertelt zijn verhaal aan een vrouw, in de gedaante van zijn allerliefste leerlinge, Krito. Met haar kon hij altijd al over de onsterfelijkheid spreken. Hij vertelt haar het volgende verhaal.